# Sulawesi
Sulawesi (eller Celebes) er en stor indonesisk ø. Det er verdens 11. største ø med et areal på 174.600 km². Den ligger øst for Borneo, syd for Filippinerne, nord for Flores, nordvest for Timor og vest for Molukkerne.
Der bor ca. 9 mill. mennesker på Sulawesi – sammensat af mange etniske grupper. Hovedgrupperne er de muslimske Makassar- og Bugis-folk på den sydvestlige halvø samt de kristne Minahasa- og Toraja-folk på henholdsvis den nordligste halvø og i det centrale højland.
TanaToraja er kendt for en meget speciel byggestil – de fleste huse er opført på pæle, og facaderne er udsmykket med flotte træudskæringer og bøffelhorn. Deres enorme fælleshuse, "tangkonan", har skrånende tage, som ligner for- og agterstavnen på et skib.
2°S 121°Ø / 2°S 121°Ø